# Espartaco: Rebelión
Espartaco: Rebelión es una novela de ficción histórica del escritor keniano Ben Kane que cierra la dilogía dedicada a la figura del esclavo y gladiador tracio, Espartaco. En esta segunda parte se narra el fin de la historia del personaje y el desenlace de la tercera guerra servil.

## Sinopsis
El poderoso ejército de esclavos, que encabeza Espartaco, ha arrasado con todo lo que ha hallado a su paso. De esta forma, ha logra dispersar a las legiones de Roma. Ahora, marchan hacia los Alpes, hacia la libertad. Pero la victoria no será barata. Craso, el aristócrata más rico de Roma, ha reunido un ejército preparado para luchar contra Espartaco y sus adeptos, los cuales empiezan a oír murmullos de rebelión en el seno de sus propias tropas. Ante esta situación, Espartaco deberá decidir entre abrirse paso hacia la libertad, o enfrentar al poder de Roma e intentar acabar con su dominio para siempre.